# 야마지마촌
야마지마촌(山島村)은 이시카와현 이시카와군에 설치되었던 촌이다. 현재의 하쿠산시에 해당한다.